# Långvikens naturreservat
Långvikens naturreservat är ett naturreservat i Fagersta kommun i Västmanlands län.
Området är naturskyddat sedan 2022 och är 102 hektar stort. Reservatet ligger vid en vik av Stora Kedjen nordost om Skinnskatteberg och består av hällmarker med tall, barrskogslandskap och närmast sjön en del asp och björk bland gran och tall.